# Bubendorf (Frohburg)
Bubendorf ist ein Ortsteil der Stadt Frohburg im Landkreis Leipzig (Freistaat Sachsen). Er wurde 1948 nach Benndorf eingemeindet und kam mit diesem im Jahr 1997 zu Frohburg. 

## Geografie
Bubendorf liegt in der Leipziger Tieflandsbucht zwischen den Städten Borna im Nordwesten und Frohburg im Südosten. Nachbarorte sind Wyhra im Westen, Neukirchen im Nordwesten, Nenkersdorf im Nordosten und Benndorf im Süden. Im Nordosten des Orts liegt der Harthsee, ein geflutetes Tagebaurestloch des Tagebaus Borna-Ost/Bockwitz. Am südlichen Ortsrand fließt der Bubendorfer Bach, ein Nebenfluss der Wyhra.

## Geschichte
Der Ortsname von Bubendorf soll, wie auch der Name des Frohburger Ortsteils Frauendorf, in Verbindung mit der im benachbarten Nenkersdorf befindlichen Wallfahrtskirche stehen. Um 1764 existierte im Ort ein Rittergut. Bubendorf lag bis 1856 im kursächsischen bzw. königlich-sächsischen Amt Borna. Ab 1856 gehörte der Ort zum Gerichtsamt Frohburg und ab 1875 zur Amtshauptmannschaft Borna.
Seit Mitte des 19. Jahrhunderts prägte der Braunkohlebergbau die Region um Bubendorf. Der Tagebau Bubendorf nordöstlich des Orts erhielt 1925 die erste Abraumförderbrücke im mitteldeutschen Raum. 1926 wurde der Tagebau stillgelegt. Seine Fläche mit den ehemaligen Anlagen wurde zwischen 1980 und 1983 durch das Baufeld IV des Tagebaus Borna-Ost überbaggert. Nach der Renaturierung entstand auf dem Gebiet der Harthsee.
Bubendorf wurde am 1. Oktober 1948 nach Benndorf eingemeindet. 1952 erfolgte die Angliederung an den Kreis Geithain im Bezirk Leipzig, der 1994 zum größten Teil im Landkreis Leipziger Land aufging. Am 1. Januar 1997 wurde Benndorf in die Stadt Frohburg eingemeindet, wodurch Benndorf und Bubendorf Ortsteile von Frohburg wurden. Beide Orte machten nicht von der Möglichkeit Gebrauch, Ortschaftsräte für ihren Ortsteil zu bilden.

## Verkehr
Im Nordosten des Orts verläuft die zur S 51 herabgestufte ehemalige B 95 und parallel zu dieser die A 72. Zwischen beiden Straßen liegt die Trasse der 1872 eröffneten Bahnstrecke Neukieritzsch–Chemnitz, auf der eine Linie der S-Bahn Mitteldeutschland mit dem Zweig Leipzig (Hbf)–Markkleeberg–Borna–Frohburg–Geithain verkehrt. Die Nachbarorte Frohburg und Neukirchen-Wyhra besitzen einen Bahnhof.